# Thyone pawsoni
Thyone pawsoni är en sjögurkeart. Thyone pawsoni ingår i släktet Thyone och familjen korvsjögurkor. Inga underarter finns listade i Catalogue of Life.